# Malooleksandrivka, Pavlohrad
Malooleksandrivka (în ucraineană Малоолександрівка) este un sat în comuna Prîvovceanske din raionul Pavlohrad, regiunea Dnipropetrovsk, Ucraina.

## Demografie
Componența lingvistică a localității Malooleksandrivka
     Ucraineană (97,99%)
     Rusă (1,84%)
Conform recensământului din 2001, majoritatea populației localității Malooleksandrivka era vorbitoare de ucraineană (97,99%), existând în minoritate și vorbitori de rusă (1,84%).